# Sony Xperia E1
O Sony Xperia E1 é um smartphone Android de gama baixa concebido e fabricado pela Sony Mobile, uma subsidiária da Sony.  Foi lançado em 14 de janeiro de 2014, juntamente com o Sony Xperia T2 Ultra, sob os nomes de código Falcon SS e board Shuang. À venda no primeiro trimestre de 2014, o Xperia E1 tinha uma configuração dual-SIM denominada Xperia E1 Dual.

## Hardware
O Xperia E1 possui um ecrã TFT capacitivo touchscreen de 4 polegadas com uma resolução de 800 por 480 pixels. de 4 polegadas ecrã tátil capacitivo com uma resolução de 800 por 480 pixels e uma densidade de pixels de 233 ppi. Tem uma câmara de 3,15 megapixels capaz de HDR imagens, 4 vezes zoom suave e deteção de sorriso. Por dentro, o Xperia E1 possui um processador dual-core de 1,2 GHz Qualcomm Processador Snapdragon 200, uma bateria de iões de lítio de 1.750 mAh, 512 MB de RAM, 4 GB de armazenamento interno e suporte microSD até 32 GB. Pesando 120 g, o dispositivo mede 118 mm por 62,4 mm por 12 mm. O telemóvel inclui um rádio FM e, para conetividade, Bluetooth 4.0.
Devido ao facto de o telefone ser centrado na música, o Xperia E1 inclui um botão Walkman dedicado no topo do telefone que controla a aplicação Walkman e um gesto de abanar que gere a navegação nas faixas. Inclui também um altifalante capaz de produzir sons até 100 decibéis.

## Software
O Xperia E1 vem com o Android 4.3 (Jelly Bean) stock da Sony, com algumas aplicações notáveis, como as aplicações multimédia da Sony (Walkman, Álbum e Vídeos). Além disso, o dispositivo também inclui o modo de resistência da bateria da Sony, que aumenta o tempo de espera do telemóvel até 4 vezes. Várias aplicações Google (tais como Google Chrome, Google Play, Google Voice Search, Google Search, Google Maps para telemóvel com Street view e Latitude, aplicação Google Talk) também vêm pré-carregadas com o dispositivo.

## Variantes
| Modelo            | número do modelo |
| ----------------- | ---------------- |
| Xperia E1 Single  | D2004, D2005     |
| Xperia E1 Dual    | D2104, D2105     |
| Xperia E1 TV Dual | D2114            |